# سفيان بين براهام
سفيان بين براهام (بالفرنسية: Sofiane Ben Braham)‏ هو لاعب كرة قدم فرنسي في مركز الدفاع، ولد في 1 فبراير 1990 في مونفرماي في فرنسا. لعب مع مولودية الجزائر ونادي النجم الأحمر.

## وصلات خارجية
- سفيان بين براهام على موقع قاعدة بيانات كرة القدم.إي يو (الإنجليزية)
- سفيان بين براهام على موقع Soccerway.com (الإنجليزية)